# Santiago Mele
Santiago Andrés Mele Castañero (* 6. září 1997) je uruguayský profesionální fotbalista, který hraje na pozici brankáře za kolumbijský klub Atlético Junior a uruguayský národní tým.

## Klubová kariéra
Absolvent mládežnické akademie Fénixu, Mele debutoval v profesionální kariéře 30. srpna 2016 při prohře 0:1 s Cerrem.
Dne 4. září 2017 oznámil turecký klub Osmanlıspor, že s Melem podepsal pětiletou smlouvu. Na sezónu 2017/18 byl okamžitě zapůjčen do druholigového Ankaragücü. Vzhledem k tomu, že Korcan Çelikay a Altay Bayındır byli častější brankářskou volbou, Mele si za klub vůbec nezahrál.
Meleovo hostování bylo v lednu následujícího roku zkráceno a následně byl zapůjčen do třetiligového španělského týmu Lleida Esportiu. Přes brankářskou jedničku Diega Rivase se ovšem Mele opět nedokázal dostat do hry.
Dva roky po příchodu do klubu Mele debutoval za Osmanlıspor 17. srpna 2019 při výhře 2:1 nad Bolusporem.

## Reprezentační kariéra
Mele je bývalý uruguayský mládežnický reprezentant. Byl součástí uruguayského týmu do 20 let, který v roce 2017 vyhrál Mistrovství Jižní Ameriky ve fotbale do 20 let a skončil čtvrtý na Mistrovství světa ve fotbale do 20 let 2017. Byl také součástí uruguayského týmu do 23 let, který skončil čtvrtý na Panamerických hrách 2019.
Dne 21. října 2022 byl Mele jmenován do 55členného přípravného týmu Uruguaye pro Mistrovství světa ve fotbale 2022. V národním týmu debutoval 28. března 2023 při výhře 2:1 nad Jižní Koreou.
V červnu 2024 byl Mele jmenován do 26členného uruguayského kádru pro Copa América 2024.

## Statistiky

### Klubové
Platí k zápasu hranému 13. prosince 2023.
| Klub                        | Sezóna            | Liga                         | Liga   | Liga | Národní pohár | Národní pohár | Kontinentální | Kontinentální | Ostatní | Ostatní | Celkově | Celkově |
| Klub                        | Sezóna            | Soutěž                       | Zápasy | Góly | Zápasy        | Góly          | Zápasy        | Góly          | Zápasy  | Góly    | Zápasy  | Góly    |
| --------------------------- | ----------------- | ---------------------------- | ------ | ---- | ------------- | ------------- | ------------- | ------------- | ------- | ------- | ------- | ------- |
| Fénix                       | 2013/14           | Uruguayská Primera División  | 0      | 0    | —             | —             | —             | —             | —       | —       | 0       | 0       |
| Fénix                       | 2014/15           | Uruguayská Primera División  | 0      | 0    | —             | —             | —             | —             | —       | —       | 0       | 0       |
| Fénix                       | 2015/16           | Uruguayská Primera División  | 0      | 0    | —             | —             | —             | —             | —       | —       | 0       | 0       |
| Fénix                       | 2016              | Uruguayská Primera División  | 6      | 0    | —             | —             | —             | —             | —       | —       | 6       | 0       |
| Fénix                       | 2017              | Uruguayská Primera División  | 0      | 0    | —             | —             | —             | —             | —       | —       | 0       | 0       |
| Fénix                       | Celkově           | Celkově                      | 6      | 0    | —             | —             | —             | —             | —       | —       | 6       | 0       |
| Osmanlıspor                 | 2018/19           | TFF 1. Lig                   | 0      | 0    | 0             | 0             | —             | —             | 0       | 0       | 0       | 0       |
| Osmanlıspor                 | 2019/20           | TFF 1. Lig                   | 13     | 0    | 0             | 0             | —             | —             | —       | —       | 13      | 0       |
| Osmanlıspor                 | Celkově           | Celkově                      | 13     | 0    | 0             | 0             | —             | —             | 0       | 0       | 13      | 0       |
| Ankaragücü (hostování)      | 2017/18           | TFF 1. Lig                   | 0      | 0    | 0             | 0             | —             | —             | —       | —       | 0       | 0       |
| Lleida Esportiu (hostování) | 2017/18           | Segunda División B           | 0      | 0    | 0             | 0             | —             | —             | —       | —       | 0       | 0       |
| Plaza Colonia               | 2020              | Uruguayská Primera División  | 20     | 0    | —             | —             | 2             | 0             | —       | —       | 22      | 0       |
| Plaza Colonia               | 2021              | Uruguayská Primera División  | 20     | 0    | —             | —             | —             | —             | 1       | 0       | 21      | 0       |
| Plaza Colonia               | Celkově           | Celkově                      | 40     | 0    | —             | —             | 2             | 0             | 1       | 0       | 43      | 0       |
| Unión (hostování)           | 2022              | Argentinská Primera División | 22     | 0    | 2             | 0             | 7             | 0             | 10      | 0       | 41      | 0       |
| Unión (hostování)           | 2023              | Argentinská Primera División | 16     | 0    | 1             | 0             | —             | —             | —       | —       | 17      | 0       |
| Unión (hostování)           | Celkově           | Celkově                      | 38     | 0    | 3             | 0             | 7             | 0             | 10      | 0       | 58      | 0       |
| Atlético Junior (hostování) | 2023              | Categoría Primera A          | 20     | 0    | 2             | 0             | —             | —             | —       | —       | 22      | 0       |
| Celkově v kariéře           | Celkově v kariéře | Celkově v kariéře            | 117    | 0    | 5             | 0             | 9             | 0             | 11      | 0       | 142     | 0       |

### Reprezentační
Platí k zápasu hranému 26. března 2024.
| Národní tým | Rok     | Zápasy | Góly |
| ----------- | ------- | ------ | ---- |
| Uruguay     | 2023    | 3      | 0    |
| Uruguay     | 2024    | 1      | 0    |
| Celkově     | Celkově | 4      | 0    |

## Úspěchy
Atlético Junior
- Categoría Primera A: 2023

Uruguay U20
- Mistrovství Jižní Ameriky ve fotbale hráčů do 20 let: 2017

Uruguay
- Třetí místo na Copa América: 2024

Individuální
- Tým roku Uruguayské Primera División: 2021